# 小行星2411
小行星2411（2411 Zellner）是一颗围绕太阳公转的小行星。1981年5月3日，愛德華·鮑威爾在可可尼诺县发现了此天体。
該小行星以美國天文學家班傑明·H·澤爾納（Benjamin H. Zellner）命名。
这颗小行星的绝对星等为129.770148976323等。